# Juan Meléndez Valdés (obraz Francisca Goi)
Juan Meléndez Valdés – obraz olejny hiszpańskiego malarza Francisca Goi. Portret przedstawia prawnika i poetę Juana Meléndeza Valdésa. Istnieją dwie autorskie wersje tego obrazu: jedna znajduje się w Bowes Museum w Barnard Castle, a druga w Kolekcji Banku Santander w Madrycie.

## Okoliczności powstania
Lata 90. XVIII wieku były dla Goi okresem transformacji stylistycznej i intensywnej aktywności malarskiej. Obraz powstał w 1797 roku, kilka lat po ataku ciężkiej choroby, w wyniku której Goya prawie rok walczył ze śmiercią, paraliżem i ślepotą. Doszedł do zdrowia tylko częściowo, pozostał jednak głuchy do końca życia. Szybko wrócił do pracy, mimo że nadal odczuwał następstwa choroby. Starał się przekonać kręgi artystyczne, że choroba nie osłabiła jego zdolności malarskich, gdyż plotki o jego ułomności mogły poważnie zaszkodzić dalszej karierze. Zaczął pracować nad obrazami gabinetowymi niewielkich rozmiarów, które nie nadwerężały jego fizycznej kondycji. Choroba przerwała także jego cieszącą się powodzeniem pracę portrecisty, do której powrócił z zaostrzonym zmysłem obserwacji, być może spotęgowanym przez utratę słuchu. Goya malował członków rodziny królewskiej, arystokracji, burżuazji, duchownych, polityków, bankierów oraz ludzi związanych z kulturą. Często portretował też swoich przyjaciół z kręgu liberałów i ilustrados.
Do tej ostatniej grupy oświeconych Hiszpanów zainteresowanych reformami społecznymi i sądowniczymi należał Juan Meléndez Valdés, prawnik, poeta i humanista. Możliwe, że Goya poznał go w rodzinnej Saragossie, gdzie Meléndez Valdés był sędzią w 1790 roku. Podobnie jak Goya był zaniepokojony nadużyciami w sądownictwie oraz warunkami w więzieniach i zakładach dla obłąkanych, które były tematem wielu prac malarza. W 1797 roku Meléndez Valdés opublikował filozoficzny poemat La despedida del anciano (Pożegnanie staruszka), w którym krytykował korupcję na królewskim dworze oraz ekstrawagancję i rozwiązłość arystokracji. Po upadku jego wpływowego przyjaciela polityka Gaspara Melchora Jovellanosa w 1798 roku Meléndez Valdés musiał opuścić Madryt. Podziw dla francuskich myślicieli i reformatorów doprowadził go do współpracy z reżimem Józefa Bonapartego, kiedy ten objął tron hiszpański w 1808 roku. W 1814 roku po przywróceniu monarchii absolutnej Ferdynanda VII został oskarżony o współpracę z Francuzami i zmuszony do opuszczenia kraju. Zmarł w biedzie we Francji w 1817 roku.
Istnieją dwie niemal identyczne wersje tego obrazu, obie namalowane przez Goyę. Widoczną różnicą jest rozłożenie inskrypcji na fikcyjnym parapecie u dołu obrazu: A Melendez Valdes su amigo Goya. / 1797 (Meléndezowi Valdésowi jego przyjaciel Goya. 1797). W wersji z Madrytu inskrypcja pierwotnie głosiła D. J. Meléndez Valdés, poeta español (D. J. Meléndez Valdés, hiszpański poeta), ale została zamalowana i zmieniona na bardziej osobistą dedykację przyjacielowi. Wersja z Bowes Museum jest przez większość historyków uznawana za pierwotną, a obraz z Kolekcji Banku Santander za autorską kopię. W roku powstania portretów Meléndez Valdés otrzymał stanowisko królewskiego prokuratora, być może dlatego potrzebował drugiego formalnego portretu.

## Opis obrazu
Ten intymny i ekspresyjny portret sugeruje przyjaźń między artystą a jego modelem, co potwierdza także dedykacja u podstawy obrazu. Innowacyjny charakter portretu Goi przejawia się w powściągliwości, z jaką przedstawił poetę. Namalował go w popiersiu, na ciemnym, jednolitym tle. Ma na sobie ciemny kaftan, białą koszulę i kamizelkę, a pod szyją zawiązany krawat. Prosty strój zapowiada romantyzm, brak złotych haftów, ozdób i peruki. Światło pada na twarz modela, podkreślając jego wysokie czoło, żywe i inteligentne oczy. Wydobywa także wyraz melancholii i troski wywołanych sytuacją polityczną w Hiszpanii końca XVIII wieku. Intrygi na królewskim dworze doprowadziły do upadku jego przyjaciela Jovellanosa i triumfu Manuela Godoya, a sam Meléndez był zgorszony tą obłudną i złośliwą kampanią. Według Pauli de Demerson zmarszczone brwi, poważne spojrzenie i brak uśmiechu wyrażają gorycz, ale jest w nich także determinacja do dalszej walki. Goi udało się uchwycić charakter i stan ducha swojego modela. Nie pominął też mniej pochlebnych szczegółów wyglądu takich jak rozszerzone naczynia krwionośne na bladych policzkach, upudrowane włosy w nieładzie i lekka asymetria oczu.
Szybkie i stanowcze pociągnięcia pędzla są szczególnie widoczne przy krawacie i kamizelce. Kompozycja jest zbliżona do powstałych w tym samym okresie portretów Bernarda de Iriarte, Martína Zapatera i Leandra Fernándeza de Moratína.